# برادران سوپر ماریو ۲
برادران سوپر ماریو ۲ (به انگلیسی: Super Mario Bros. 2) یک بازی ویدئویی در سبک سکوبازی از سری بازی‌های سوپر ماریو است که توسط شرکت نینتندو در سال ۱۹۸۸ برای سیستم سرگرمی نینتندو منتشر شده است. برادران سوپر ماریو ۲ برای چندین مرتبه از نو ساخته شده و مجدداً عرضه شده است. بعد از اینکه نینتندو آمریکا تشخیص داد نسخه ژاپنی برادران سوپر ماریو ۲ که در سال ۱۹۸۸ به بازار عرضه شده، مشابه نسخه اولیه است و همچنین بازی به قدری دشوار بود که نینتندو تصمیم گرفت نسخه آمریکایی آن را اندکی ساده‌تر روانه بازار کند. این بازی دنباله‌ای بر عنوان برادران سوپر ماریو (۱۹۸۵) به‌شمار می‌رود.